# Barra de Santana
Barra de Santana là một đô thị thuộc bang Paraíba, Brasil. Đô thị này có diện tích 369,29 km², dân số năm 2007 là 8463 người, mật độ 22,9 người/km².